# Robert McLachlan (entomolog)
Robert McLachlan (även MacLachlan eller M'Lachlan), född den 10 april 1837 i Ongar, Essex, död den 23 maj 1904 i Lewisham, var en engelsk entomolog.
McLachlan ägnade sig ursprungligen åt studier i botanik, innan han  specialiserade sig på nätvingar. Han var den förste redaktören för Entomologists' Monthly Magazine. År 1858 blev McLachlan ledamot av Entomological Society of London, där han 1868–1872 var sekreterare, 1873–1875 liksom 1891–1904 skattmästare och 1885–1886 president. Från 1862 var han även ledamot av Linnean Society of London, från 1877 av Royal Society, från 1881 av Zoological Society of London och från 1888 av Royal Horticultural Society. Därutöver var han styrelseledamot i Ray Society.